# A Satana
A Satana è una poesia di Giosuè Carducci nella forma di inno in cinquanta quartine di quinari sdruccioli e piani alternati a schema rimico ABCB, secondo il modello del "brindisi", cioè di un componimento poetico estemporaneo da recitarsi a tavola. 
«Tu solo, o Satana, animi e fecondi il lavoro, tu nobiliti le ricchezze. Spera ancora, o proscritto», scriveva Pierre-Joseph Proudhon. Jules Michelet produceva le prove storiche dell'ingiustizia perpetrata ai danni di Satana, identificato con la scienza e la natura, sacrificate alla mortificazione cristiana. Figura di martire politico in Proudhon, venato di riflessi scientifici in Michelet, Satana diveniva emblema del progresso e «del prodigioso edificio ... delle istituzioni moderne», simbolo di una verità brutalmente calpestata o occultata dal clero.
Furono dunque questi i prodromi del celebre inno A Satana. Recatosi Carducci a Firenze nel settembre 1863 per la stampa dell'opera su Agnolo Poliziano, in una nottata insonne gli ruppe dal cuore la poesia che definì «chitarronata», ovvero non riuscita nello stile ma foriera di verità. «L'Italia col tempo dovrebbe innalzarmi una statua, pel merito civile dell'aver sacrificato la mia coscienza d'artista al desiderio di risvegliar qualcuno o qualcosa... perché allora io fu un gran vigliacco dell'arte», scriverà anni dopo.
L'inno nella prima stesura del 1863 fu inviato da Carducci all'amico Giuseppe Chiarini accompagnato da questo commento:
La poesia senza la terzultima strofe fu pubblicata a Pistoia nel novembre 1865 con lo pseudonimo, usato per la prima volta, di Enotrio Romano; del 1867 è l'edizione completa sempre con la stessa firma. Il testo definitivo è del 1881.

## Testo
A SATANA

A te, de l'essere 

Principio immenso,

Materia e spirito,

Ragione e senso;     4

Mentre ne' calici

Il vin scintilla

Sí come l'anima

Ne la pupilla;     8 

Mentre sorridono

La terra e il sole

E si ricambiano 

D'amor parole,        12

E corre un fremito

D'imene arcano 

Da' monti e palpita

Fecondo il piano;     16  

A te disfrenasi

Il verso ardito,

Te invoco, o Satana,

Re del convito.          20

Via l'aspersorio

Prete, e il tuo metro! 

No, prete, Satana

Non torna in dietro!     24 

Vedi: la ruggine

Rode a Michele  

Il brando mistico,

Ed il fedele     28

Spennato arcangelo

Cade nel vano.

Ghiacciato è il fulmine

A Geova in mano.     32  

Meteore pallide,

Pianeti spenti,

Piovono gli angeli

Da i firmamenti.     36

Ne la materia

Che mai non dorme,

Re de i fenomeni,

Re de le forme,     40

Sol vive Satana. 

Ei tien l'impero

Nel lampo tremulo

D'un occhio nero,     44 

O ver che languido

Sfugga e resista,

Od acre ed umido

Pròvochi, insista.      48 

Brilla de' grappoli

Nel lieto sangue,

Per cui la rapida

Gioia non langue,     52 

Che la fuggevole

Vita ristora,

Che il dolor proroga

Che amor ne incora.     56  

Tu spiri, o Satana,

Nel verso mio,

Se dal sen rompemi 

Sfidando il dio     60

De' rei pontefici,

De' re crüenti:

E come fulmine

Scuoti le menti.     64 

A te, Agramainio,

Adone, Astarte, 

E marmi vissero

E tele e carte,     68

Quando le ioniche

Aure serene

Beò la Venere

Anadiomene.      72 

A te del Libano  

Fremean le piante,

De l'alma Cipride

Risorto amante:      76

A te ferveano

Le danze e i cori,

A te i virginei

Candidi amori,      80 

Tra le odorifere

Palme d'Idume, 

Dove biancheggiano

Le ciprie spume.     84 

Che val se barbaro

Il nazareno

Furor de l'agapi

Dal rito osceno      88

Con sacra fiaccola

I templi t'arse

E i segni argolici 

A terra sparse?     92 

Te accolse profugo

Tra gli dèi lari

La plebe memore

Ne i casolari.      96 

Quindi un femineo

Sen palpitante

Empiendo, fervido

Nume ed amante,     100 

La strega pallida

D'eterna cura

Volgi a soccorrere

L'egra natura.      104 

Tu a l'occhio immobile

De l'alchimista,

Tu de l'indocile

Mago a la vista,     108

Del chiostro torpido

Oltre i cancelli,

Riveli i fulgidi

cieli novelli.     112  

A la Tebaide

Te ne le cose

Fuggendo, il monaco

Triste s'ascose.     116  

O dal tuo tramite

Alma divisa,

Benigno è Satana;

Ecco Eloisa.       120 

In van ti maceri

Ne l'aspro sacco:

Il verso ei mormora

Di Maro e Flacco     124

 

Tra la davidica

Nenia ed il pianto;

E, forme delfiche,

A te da canto,       128

Rosee ne l'orrida

Compagnia nera,

Mena Licoride,

Mena Glicera.     132 

Ma d'altre imagini

D'età più bella

Talor si popola

L'insonne cella.     136  

Ei, da le pagine

Di Livio, ardenti

Tribuni, consoli,

Turbe frementi     140 

Sveglia; e fantastico

D'italo orgoglio

Te spinge, o monaco,

Su 'l Campidoglio     144 

E voi, che il rabido

Rogo non strusse,

Voci fatidiche,

Wicleff ed Husse,     148

A l'aura il vigile

grido mandate:

S'innova il secolo

Piena è l'etade.     152 

E già già tremano

Mitre e corone:

Dal chiostro brontola

La ribellione,     156

E pugna e prèdica

Sotto la stola

Di fra' Girolamo

Savonarola.     160 

Gittò la tonaca

Martin Lutero:

Gitta i tuoi vincoli,

Uman pensiero,     164

E splendi e folgora

Di fiamme cinto;

Materia, inalzati:

Satana ha vinto.     168 

Un bello e orribile

Mostro si sferra,

Corre gli oceani,

Corre la terra:     172

Corusco e fumido

Come i vulcani,

I monti supera,

Divora i piani;     176

Sorvola i baratri;

Poi si nasconde

Per antri incogniti,

Per vie profonde;     180 

Ed esce; e indomito

Di lido in lido

Come di turbine

Manda il suo grido,     184

Come di turbine

L'alito spande:

Ei passa, o popoli,

Satana il grande.     188 

Passa benefico

Di loco in loco

Su l'infrenabile

Carro del foco.     192  

Salute, o Satana,

O ribellione,

O forza vindice

De la ragione!      196

Sacri a te salgano

Gl'incensi e i vóti!

Hai vinto il Geova

De i sacerdoti.      200 

## Commento[39]
Il poeta invoca Satana che egli vede agire prepotentemente nei fenomeni naturali, nell'ebbrezza del vino e nell'allegria del convito, nell'amore per le donne, nell'ispirazione artistica. Il vecchio Geova con i suoi angeli è ormai defunto. Era Satana ad essere invocato  nei riti delle streghe. Era lui a fomentare le scoperte scientifiche degli alchimisti e dei maghi, a tentare con le sue seduzioni i monaci penitenti nel deserto, ad ispirare pensieri di verità nelle menti dei riformatori.
Come profeti del trionfo di Satana Carducci indica Heine, Quinet, Proudhon, Michelet che hanno esaltato la gioia di una vita tutta materiale, la superiorità del libero pensiero e della razionalità, il progresso delle scienze contro il fanatismo cristiano.
L'inno è regolarmente letto nelle logge massoniche miste.